# NGC 5081
NGC 5081 é uma galáxia espiral barrada (SBb) localizada na direcção da constelação de Coma Berenices. Possui uma declinação de +28° 30' 23" e uma ascensão recta de 13 horas, 19 minutos e 08,3 segundos.
A galáxia NGC 5081 foi descoberta em 19 de Abril de 1865 por Heinrich Louis d'Arrest.